# Chthonius macedonicus
Espèce
Chthonius macedonicus est une espèce de pseudoscorpions de la famille des Chthoniidae.

## Distribution
Cette espèce est endémique de Macédoine du Nord. Elle se rencontre dans la grotte Pećina Bela Voda à Demir Kapiya.

## Étymologie
Son nom d'espèce lui a été donné en référence au lieu de sa découverte, la république socialiste de Macédoine.

## Publication originale
- Ćurčić, 1972 : Nouveaux pseudoscorpions cavernicoles de la Serbie et de la Macédoine. Acta Musei Macedonici Scientiarum Natularium, Skopje, vol. 12, p. 141-161.